# Ptusza (osada leśna)
Ptusza – osada leśna w Polsce położona w województwie wielkopolskim, w powiecie złotowskim, w gminie Tarnówka.
Istniał  tu królewski młyn, należący do starostwa ujskiego, pod koniec XVI wieku leżał w powiecie poznańskim województwa poznańskiego.  W latach 1975–1998 miejscowość administracyjnie należała do województwa pilskiego.